# Sonate pour alto de Mendelssohn
 (octobre 2024).
Si vous disposez d'ouvrages ou d'articles de référence ou si vous connaissez des sites web de qualité traitant du thème abordé ici, merci de compléter l'article en donnant les références utiles à sa vérifiabilité et en les liant à la section « Notes et références ».
Pour les articles homonymes, voir Sonate pour alto.
La sonate pour alto en do mineur (MWV Q 14)  de Felix Mendelssohn a été écrite alors que le compositeur n'avait que quinze ans. La partition autographe porte la date du 14 février 1824. L’œuvre n'a pas été publiée du vivant de Mendelssohn et ne porte pas de numéro d'opus. Une sonate pour alto était une forme de musique de chambre rare à l'époque et il en existe peu de la période classique ou du début de la période romantique. Pourtant, malgré la pauvreté de la littérature pour alto solo de cette période, cette sonate est relativement peu connue.
Mendelssohn était lui-même un violoniste et un altiste accompli, jouant lui-même la partie alto lors d'une des premières représentations de son propre octuor en mi bémol majeur, et était parfaitement conscient des difficultés que représentait l'écriture pour alto. La partie pour le piano est légère et transparente, permettant à l'alto de briller tout au long de la sonate.

## Mouvements
La sonate comprend trois mouvements :
1. Adagio – Allegro
2. Menuet - Allegro molto
3. Andante con variazioni

Une exécution habituelle dure un peu moins de 25 minutes.